# Віялохвістка синя
Віялохвістка синя (Rhipidura superciliaris) — вид горобцеподібних птахів родини віялохвісткових (Rhipiduridae).

## Поширення
Ендемік Філіппін. Поширений на островах Мінданао та Басілан. Природним середовищем існування є субтропічні або тропічні вологі низинні ліси.

## Підвиди
- Rhipidura superciliaris apo (Hachisuka, 1930) — Мінданао, крім західної частини;
- Rhipidura superciliaris superciliaris (Sharpe, 1877) — Західний Мінданао та Басілан.